# Toki pona
Toki pona je umetni jezik. Razvila ga je kanadska prevajalka in jezikoslovka Sonja Lang, leta 2014 pa opisala v knjigi Toki Pona: The Language of Good (Toki pona: jezik dobrega). Značilnost tega jezika je izjemna preprostost njegovega besedišča: ima le 120–125 osnovnih besed, ki jih lahko združujemo v besedne zveze z bolj določenim pomenom.
Piše se večinoma v latinici, uporablja pa le 14 različnih črk (a e i j k l m n o p s t u w). Zanj sta bili razviti tudi dve pisavi, ki uporabljata logograme: sitelen pona in sitelen sitelen.
Toki pona je a posteriori jezik; koreni besed so bili vzeti iz drugih jezikov in prilagojeni fonološkim omejitvam toki pone. Ime jezika je sestavljeno iz besede toki (jezik) in besede pona (dober/preprost), in torej pomeni "dober jezik" oziroma "preprost jezik". Večina besed toki pone je večpomenskih.

## Besedišče
Večina besed toki pone izvira iz obstoječih jezikov, med drugim iz angleščine, finščine, nizozemščine, esperanta, hrvaščine in kitajščine. Beseda ilo (orodje, stroj, naprava) je kar enaka besedi ilo v esperantu, toda večino drugih besed je bilo potrebno prilagoditi preprosti fonologiji toki pone. Spodnja tabela vsebuje nekaj besed toki pone, izvorni jezik (in besedo), ter prevod oziroma pomen besed v slovenščini (zaradi večpomenskosti je napisanih le nekaj možnih prevodov).
| Toki pona | Izvor besede             | Slovenski prevod                     |
| --------- | ------------------------ | ------------------------------------ |
| pona      | esperanto (bona)         | dober, prijazen, preprost            |
| ilo       | esperanto (ilo)          | orodje, stroj, naprava               |
| luka      | hrvaščina (ruka)         | roka, dlan                           |
| noka      | hrvaščina (noga)         | noga, stopalo                        |
| palisa    | hrvaščina (palica)       | palica, veja, trd podolgovat predmet |
| jelo      | angleščina (yellow)      | rumena                               |
| mani      | angleščina (money)       | denar, bogastvo                      |
| mun       | angleščina (moon)        | luna, zvezda                         |
| kala      | finščina (kala)          | riba, morska žival                   |
| kasi      | finščina (kasvi)         | rastlina, zelišče, list              |
| lape      | nizozemščina (slapen)    | spati, počivati                      |
| kepeken   | nizozemščina (gebruiken) | z, z uporabo                         |

Ker je nabor osnovnih besed v toki poni tako majhen, jih je pogosto potrebno združevati v besedne zveze z bolj določenim pomenom, saj le tako dosežemo zadovoljivo natančnost sporočila. Čeprav sestavljene besedne zveze nimajo predpisanega pomena, so se uveljavile določene fraze, ki imajo bolj ali manj stalen pomen. Spodnja tabela prikazuje nekaj uveljavljenih fraz in njihov pomen.
| Toki pona | Dobesedni pomen            | Uveljavljen drugotni pomen |
| --------- | -------------------------- | -------------------------- |
| jan pona  | dobra oseba                | prijatelj                  |
| ma tomo   | območje stavb              | mesto                      |
| ma kasi   | območje rastlin/dreves     | gozd                       |
| telo nasa | čudna/nora voda            | alkohol, alkoholna pijača  |
| tomo telo | vodna soba                 | kopalnica, stranišče       |
| tomo tawa | premikajoča soba/struktura | avtomobil                  |

## Slovnica
Pravila tvorjenja stavkov v toki poni so prav tako razmeroma preprosta. Vrstni red stavčnih členov je vedno osebek – povedek – predmet. Beseda, ki podrobneje določa neko drugo besedo, vedno sledi za njo; pridevniki tako vedno sledijo samostalniku, na katerega se nanašajo. Besede se nikoli ne pregibajo in ista beseda lahko spada pod več besednih vrst: lahko je samostalnik, pridevnik ali glagol, odvisno od tega, kje v stavku se nahaja. Velike začetnice, tudi če je začetek povedi, se ne uporablja (izjema so lastna imena).
Primer:
"Jaz jem dobro hrano s svojo žlico."
mi moku e moku pona kepeken ilo moku mi.
Pomen posameznih besed:
jaz jesti (e) hrana dober z orodje jedilen moj
Beseda moku nastopa v zgornjem stavku v treh vlogah: najprej kot glagol jesti, nato kot samostalnik hrana in na koncu kot pridevnik jedilen. Besedna zveza ilo moku pomeni jedilno orodje, kar je lahko žlica ali vilica, lahko pa tudi jedilne palčke – za razumevanje sporočila napisanega v toki poni, je običajno potrebno poznavanje konteksta. Beseda e je členek, ki napove predmet, in se ne da prevesti v slovenščino.
V sestavljenih besednih zvezah vsaka nadaljnja beseda podrobneje določa celotni predhodni del besedne zveze.
Primer:
tomo tawa (avtomobil)
tomo tawa pona (dober avtomobil)
tomo tawa pona mute (mnogo dobrih avtomobilov)
Pomen zgornje besedne zveze lahko spremenimo z uporabo besede pi: besedna zveza "tomo tawa pi pona mute" pomeni "zelo dober avtomobil", saj beseda pi razdeli besedno zvezo na dva dela:
(tomo tawa) pi (pona mute)
(avtomobil) pi (dober mnogo)
(zelo dober avtomobil)
Beseda mute (mnogo/zelo) v tem primeru opisuje direktno le pridevnik pona (dober), in ne več besedne zveze kot celote.

## Pisave
Poleg latinice, ki je najbolj uporabljana pisava za toki pono, sta dokaj pogosti še dve pisavi, in sicer sitelen pona in sitelen sitelen. Beseda sitelen v toki poni pomeni slika, simbol, znak ali pisava.
Pisavo sitelen pona je razvila kar avtorica toki pone, Sonja Lang, kot alternativo latinici. V njej je vsaka beseda predstavljena s svojim grafičnim simbolom (logogramom). Pravila pisanja še določajo, da se posamezen pridevnik lahko napiše znotraj ali nad simbolom za predhodno besedo, ki jo pridevnik opisuje.
Drugo pisavo, sitelen sitelen, je razvil Jonathan Gabel. Je bolj kompleksna in vizualno spominja na hieroglifsko pisavo Majev.

## Znakovni jezik
Toki pona ima razvit tudi znakovni jezik, ki se mu reče toki pona luka. Razvila ga je kar avtorica toki pone, Sonja Lang, in je prav tako minimalističen. Vsaki besedi toki pone je pripisana določena kretnja. Toki pona luka ni samostojen jezik, ampak le podporni jezik govorjenemu, z isto slovnico.
Bolj naraven znakovni jezik, ki spremlja toki pono, je luka pona. Leta 2021 ga je razvila naglušna oseba z vzdevkom jan Olipija. Besedišče se večinoma ujema z besediščem toki pone, a ima lastno slovnico in druge prvine značilne za večino znakovnih jezikov. Povedek je prestavljen na konec stavka: vrstni red stavčnih členov je tako osebek – predmet – povedek. Nekatere besede, ki svojo kretnjo sicer imajo, se lahko pri kretanju nadomesti s premori, odkimavanjem, poudarjenimi kretnjami ali ponavljajočimi kretnjami. Tako lahko, na primer, namesto besedne zveze jan mute (veliko ljudi) trikrat ponovimo kretnjo za besedo jan (človek) in s tem povemo, da je govora o več osebah.

## Primeri
mi wile kama sona e toki pona.
Želim se naučiti toki pono.
jan lili li ken ala moku e telo nasa.
Otroci ne smejo piti alkohola.
o tawa musi lon poka mi!
Pleši z menoj!
sina wile tawa ma tomo seme?
V katero mesto želiš iti?
mi pilin e ni: ona li jo ala e mani mute. taso ona li jo e sona mute.
Mislim, da nima veliko denarja, toda ima veliko znanja.